# Gerhard Sagredo av Csanád
Gerhard Sagredo av Csanád, även sankt Gerhard, på ungerska Szent Gellért, född 23 april någon gång under åren 977-1000 i Venedig, död 29 augusti 1046, var en romersk-katolsk biskop som blev ett av Ungerns skyddshelgon.
Han föddes i Venedig i en förnäm adlig venetiansk familj som hade sitt ursprung i Dalmatien. Enligt en historieskrivning på 1500-talet var det adelsätten Sagredo, och han har fått sitt tillnamn därifrån och vördas delvis som en del av den släkten, men historiker menar att det är en efterhandskonstruktion. Andra teorier menar att släkten var langobardisk. När han var fem år blev han svårt sjuk och togs till ett kloster på Isola di San Giorgio i Venedig. Hans föräldrar lovade att pojken skulle bli en del av klostret om han överlevde och infriade löftet när han blev bättre. Han stannade på klostret, som tillhörde benediktinorden, och blev munk. När föräldrarna dog, fadern dog på en pilgrimsresa till Jerusalem och modern gick bort något senare, så begravdes de på klostret.
Han skickades att studera i Bologna, eller möjligen Burgund, och när han återvänt tänkte han åka till det Heliga landet och leva som eremit. Kanske lämnade han Venedig för att det vara oroligheter där. Båten råkade ut för en storm och blev tvungen till nödhamn på ön Sveti Nikola i nuvarande Kroatien. Han föreslogs färdas genom Ungern till Konstantinopel för att därifrån enklare fortsätta resan. I Ungern träffade han den ungerska kungen Stefan I som imponerades av hans förkunnelse. Han övertalades att stanna i Ungern och skynda på kristnandet av kungadömet. Han blev lärare till Stefan I:s son Emmerich och efter sju år levde han som eremit, skrev predikningar och genomförde teologiska studier.
Stefan I erövrade områden söder om Ungern, och skapade grevskapet Csanád, och han tillsatte Gerhard Sagredo som biskop. Området var delvis kristet, men då till den östliga kristendomen, och Gerhard Sagredo fortsatte arbetet med att kristna regionen. Emmerich avled under en björnjakt, och fadern dog några år senare, 1038. Stridigheterna om tronen som följde ledde till en tillbakagång för kristendomen i Ungern och flera av biskoparna överfölls av hedniska upprorsmän under Vatas hednauppror. På väg till ett möte med tronpretendenten Andreas I. Enligt legenden placerades Gerhardo Sagredo i en tunna och kastades ned i Donau från ett berg vid Buda, västliga sidan av Budapest. Han överlevde fallet och klarade sig från drunkning, men då stack upprorsmännen honom med lansar och krossade hans huvud mot en sten. Blodet var kvar på stenen i sju år utan att tvättas bort av floden, och den flyttades så småningom till Csanad där den placerades på ett altare tillägnat Gerhard Sagredo. Enligt andra uppgifter stenades han eller rullades ned för sluttningen i en vagn.
Hans reliker placerades i Vår Fru-kyrkan, sedermera Mattiaskyrkan, i Buda men flyttades till hans kyrka i Csanad. År 1333 flyttades den största delen av relikerna till Venedig och Duomo di Murano, där han vördas som Venedigs första martyr. Kyrkan i Csanad förstördes och plundrades under Tyska bondekriget på 1500-talet. År 2002 överlämnades delar av relikerna till Mattiaskyrkan och prästseminariet i Budapest.
Gerhard Sagredos helgondag är 24 september, som han delar med två andra biskopar som led martyrdöden vid samma tillfälle, Bystrik och Buldus. Han kallas Ungerns apostel och berget där han mötte martyrdöden heter Gellert-höjden efter honom.
Han avbildas ofta som biskop, som knäböjer inför Maria och Jesusbarnet. Ibland framställs han med ett hjärta genomborrat med en pil i handen, eller är själv genomborrad av en lans. Han är skyddshelgon för vårdare, lärare, Budapest och ett av Ungerns skyddshelgon.